# Nuoto ai XVIII Giochi del Mediterraneo - 400 metri misti maschili
La gara dei 400 metri misti maschili dei XVIII Giochi del Mediterraneo si è svolta il 24 giugno 2018. Al mattino si sono svolte le batterie, mentre la finale si è disputata nel pomeriggio.

## Podio
| Pos. | Atleta           | Nazione    |
| ---- | ---------------- | ---------- |
|      | Federico Turrini | Italia     |
|      | Joan Lluís Pons  | Spagna     |
|      | João Vital       | Portogallo |

## Record
Prima della manifestazione il record del mondo (RM) e il record dei Giochi del Mediterraneo (RG) erano i seguenti.
|  | 4'03"84 | Michael Phelps   | 10 agosto 2008 Pechino |
|  | 4'10"53 | Oussama Mellouli | 29 giugno 2009 Pescara |

Durante la competizione non sono stati migliorati record.

## Risultati

### Batterie
| Pos. | Batteria | Corsia | Atleta                  | Nazionalità | Tempo        | Note         |
| ---- | -------- | ------ | ----------------------- | ----------- | ------------ | ------------ |
| 1    | 1        | 4      | Joan Lluís Pons         | Spagna      | 4'21"32      | Q            |
| 2    | 1        | 5      | João Vital              | Portogallo  | 4'21"59      | Q            |
| 3    | 2        | 4      | Federico Turrini        | Italia      | 4'23"83      | Q            |
| 4    | 2        | 5      | Pier Andrea Matteazzi   | Italia      | 4'24"30      | Q            |
| 5    | 2        | 3      | Samy Helmbacher         | Francia     | 4'27"92      | Q            |
| 6    | 2        | 2      | Samet Alkan             | Turchia     | 4'28"54      | Q            |
| 7    | 2        | 3      | Tomás Veloso            | Portogallo  | 4'28"97      | Q            |
| 8    | 1        | 6      | Guillaume Laure         | Francia     | 4'29"76      | Q            |
| 9    | 1        | 2      | Alpkan Örnek            | Turchia     | 4'29"78      |              |
| 10   | 2        | 7      | Ramzi Chouchar          | Algeria     | 4'31"02      |              |
| 11   | 1        | 7      | Mohamed Masmoudi        | Tunisia     | 4'31"23      |              |
| DSQ  | 1        | 3      | Francisco Javier Chacón | Spagna      | Squalificato | Squalificato |

### Finale
| Pos. | Corsia | Atleta                | Nazionalità | Tempo   | Note |
| ---- | ------ | --------------------- | ----------- | ------- | ---- |
|      | 3      | Federico Turrini      | Italia      | 4'16"37 |      |
|      | 4      | Joan Lluís Pons       | Spagna      | 4'17"97 |      |
|      | 5      | João Vital            | Portogallo  | 4'18"76 |      |
| 4    | 6      | Pier Andrea Matteazzi | Italia      | 4'20"01 |      |
| 5    | 2      | Samy Helmbacher       | Francia     | 4'25"96 |      |
| 6    | 7      | Samet Alkan           | Turchia     | 4'26"86 |      |
| 7    | 8      | Guillaume Laure       | Francia     | 4'27"26 |      |
| 8    | 1      | Tomás Veloso          | Portogallo  | 4'30"85 |      |